# Ядерное испытание № 45
Ядерное испытание № 45 — советское ядерное испытание, 45-е по счёту согласно таблице ядерных испытаний СССР, проведённое 24 сентября 1957 года на полигоне Новая Земля в районе опытного поля Д-2 (полуостров Сухой нос). В этом испытании термоядерная бомба была сброшена с бомбардировщика Ту-16, командиром которого был Ф. П. Головашко. 
Взрыв был произведён на высоте 2000 м, энерговыделение составило 1,6 Мт. Научным руководителем испытаний был К. И. Щёлкин.
Авиабаза самолёта-носителя находилась на аэродроме Оленья, Кольский полуостров. 19 сентября была проведена генеральная репетиция сброса бомбы. Измерительная аппаратура опытного поля запускалась радиосигналом, подаваемым с самолёта-носителя.
Это было первое воздушное испытание на Новой Земле, а 6 октября того же года была повторно испытана водородная бомба (аналог РДС-37) мощностью уже 2,9 Мт, с подрывом её на высоте около 2000 м.